# Neuseeländische Unihockeynationalmannschaft der Frauen
Die neuseeländische Unihockeynationalmannschaft der Frauen repräsentiert Neuseeland bei Länderspielen und internationalen Turnieren in der Sportart Unihockey. Die Mannschaft konnte sich noch nie für eine Weltmeisterschaft qualifizieren.

## Platzierungen

### Weltmeisterschaften
| WM   | Austragungsort(e)           | Platz              |
| ---- | --------------------------- | ------------------ |
| 1997 | Mariehamn und Godby         | –                  |
| 1999 | Borlänge                    | –                  |
| 2001 | Riga                        | –                  |
| 2003 | Bern, Gümligen und Wünnewil | –                  |
| 2005 | Singapur                    | –                  |
| 2007 | Frederikshavn               | –                  |
| 2009 | Västerås                    | –                  |
| 2011 | St. Gallen                  | –                  |
| 2013 | Brünn, Ostrava              | –                  |
| 2015 | Tampere                     | nicht qualifiziert |
| 2017 | Bratislava                  | nicht qualifiziert |

## Trainer
- -2016 Christian Bertschinger
- 2016-jetzt Sven Sundin